# نجم متغير شبه منتظم

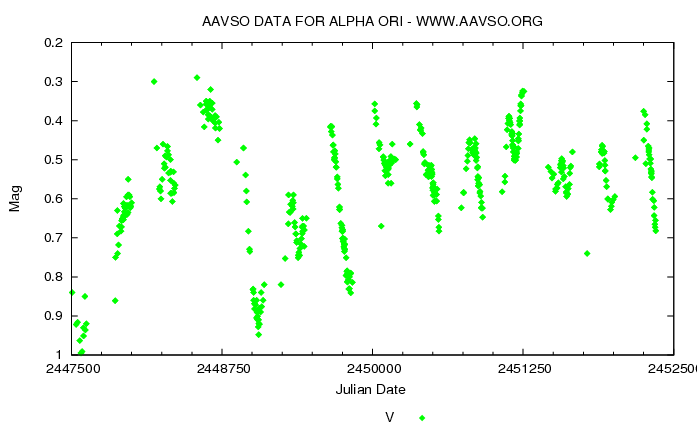
المنحنى الضوئي لمنكب الجوزاء وهو متغير شبه منتظم.

النجم المتغير شبه المنتظم (بالإنجليزية: Semiregular variable star)‏ هو نجم عملاق أحمر أو عملاق ضخم نابض، من النوع الطيفي المتوسط والمتأخر (أكثر برودة)، يظهر تواترًا كبيرًا في تغيرات الضوء، مصحوبة أو متقطعة أحيانًا بتغيرات مختلفة. وتتراوح فترات التغير من 20 إلى أكثر من 2000 يوم، مصحوبة بتغيرات ضوئية عادة بقدر طاهري بين 1 و 2 . في حين يكون شكل المنحنى الضوئي مختلف نوعا ما ومتغير مع كل دورة.
وهذا يعتمد على طرق الاختيار حيث أن تصنيف منحنى الضوء غالبا ما يتابع تقديرات لشدة السطوعات وعلى اساسها يمكن تحديد دورات النشاط .

## التصنيف
قسمت النجوم المتغيرة شبه المنتظمة إلى أربع فئات فرعية لعدة عقود مع مجموعة خامسة ذات صلة حددت في الآونة الأخيرة. وقد صيغت التعريفات الأصلية للمجموعات الرئيسية الأربع في عام 1958 في أجتماع الجمعية العامة العاشرة للاتحاد الفلكي الدولي. وقد قام فهرس النجوم المتغيرة العام بتحديث التعريفات مع بعض المعلومات الإضافية وقدم نجوما مرجعية أحدث حيث أعيد تصنيف الأمثلة القديمة مثل S الثعلب .

## النبض
غالبًا ما يتم تجميع النجوم المتغيرة شبه الدورية ، وخاصة الفئتين الفرعيتين SRa و SRb ، مع متغيرات Mira تحت عنوان متغير الفترة الطويلة. في حالات أخرى ، يتم توسيع المصطلح ليشمل جميع النجوم النابضة الباردة تقريبًا. ترتبط النجوم العملاقة شبه المنتظمة ارتباطًا وثيقًا بمتغيرات ميرا: نجوم ميرا تنبض عمومًا في النسق الأساسي ؛ العمالقة شبه الدائرية تنبض بنفس النبرة أو أعلى .
أظهرت الدراسات الضوئية في سحابة ماجلان الكبيرة التي تبحث عن أحداث الجاذبية الدقيقة أن جميع النجوم المتطورة بشكل أساسي متغيرة ، حيث تظهر أروع النجوم سعة كبيرة جدًا والنجوم الأكثر دفئًا تظهر فقط الاختلافات الدقيقة. تقع النجوم المتغيرة شبه المنتظمة على واحد من خمسة متواليات رئيسية لعلاقة فترة اللمعان التي تم تحديدها ، والتي تختلف عن متغيرات Mira فقط في النبض في نمط تردد مفرط.
تُظهر العديد من المتغيرات شبه الدورية فترات ثانوية طويلة تقارب عشرة أضعاف فترة النبض الرئيسية ، مع اتساع يبلغ بضعة أعشار من القدر (الظاهري) عند أطوال موجات الضوء المرئي . سبب النبضات غير معروف حتى الآن.

## أمثلة ساطعة
η Gem هو ألمع متغير SRa ، وهو أيضًا ثنائي خسوف. GZ Peg ‏ متغير SRa و نجم من نوع S بحد أقصى 4.95. تم إدراج T Cen ‏ باعتباره المثال التالي الأكثر سطوعًا لـ SRa ،  ولكن يُقترح أنه قد يكون في الواقع متغير RV Tauri ، مما يجعله بالنسبة للمعانه عضوا بعيدا في تلك الفئة.
| النوع الفرعي | تعريف الاتحاد الفلكي الدولي | رمز فهرس النجوم المتغيرة العام | تعريف فهرس النجوم المتغيرة العام | النجوم النموذجية                   |
| ------------ | --- | ------------------------------ | --- | ---------------------------------- |
| SRa          | عمالقة نصف دائرية من النوع المتأخر (M ، C ، S أو Me ، Ce ، Se) تظهر دورية مستمرة وعادة ما تكون صغيرة (<2.5 ماج في V). تتنوع أشكال منحنى الاتساع والضوء بشكل عام وتتراوح الفترات بين 35 و 1200 يومًا. تختلف العديد من هذه النجوم عن Miras فقط من خلال إظهار اتساع ضوء أصغر.                                                                         | SRA                            | عمالقة نصف دائرية من النوع المتأخر (M ، C ، S أو Me ، Ce ، Se) تظهر دورية مستمرة وعادة ما تكون صغيرة (<2.5 ماج في V). تتنوع أشكال منحنى الاتساع والضوء بشكل عام وتتراوح الفترات بين 35 و 1200 يومًا. تختلف العديد من هذه النجوم عن Miras فقط من خلال إظهار اتساع ضوء أصغر | Z Aqr                              |
| SRb          | عمالقة متغيرون شبه منتظمون من الفئات الطيفية المتأخرة (M و C و S) مع تواتر معبر بشكل سيئ ، أي بمدة مختلفة من الدورات الفردية (مما يؤدي إلى استحالة التنبؤ بعهود الحد الأقصى والحد الأدنى من السطوع) ، أو مع استبدال التغييرات الدورية باختلافات بطيئة غير منتظمة ، أو حتى بثبات السطوع. يتميز بعضها بمتوسط قيمة معينة للفترة الواردة في الكتالوج. | SRB                            | عمالقة نصف دائرية من النوع المتأخر (M ، C ، S أو Me ، Ce ، Se) ذات تواتر ضعيف التحديد (متوسط الدورات في نطاق 20 إلى 2300 يومًا) أو بفترات متناوبة من التغيرات الدورية والبطيئة غير المنتظمة ، وحتى مع ثبات خفيف فترات. عادة ما يتم تخصيص فترة زمنية معينة (دورة) لكل نجم من هذا النوع ، وهي القيمة الواردة في الكتالوج. في عدد من الحالات ، لوحظ التواجد المتزامن لفترتين أو أكثر من اختلاف الضوء | AF Cyg RR CrB ‏                     |
| SRc          | عمالقة فائقة متغيرة شبه منتظمة من الفئات الطيفية المتأخرة | SRC                            | عمالقة عملاقة من النوع الطيفي (M ، C ، S أو Me ، Ce ، Se) بقدر يبلغ حوالي 1 ماج وفترات اختلاف الضوء من 30 يومًا إلى عدة آلاف من الأيام | الراقص (الملتهب) آر دبليو سيجني ‏   |
| SRd          | semi-regular variable giants and super-giants belonging to spectral classes F, G, K | SRD                            | Semiregular variable giants and supergiants of F, G, or K spectral types, sometimes with emission lines in their spectra. Amplitudes of light variation are in the range from 0.1 to 4 mag, and the range of periods is from 30 to 1100 days | S Vul ‏ UU Her AG Aur SX Her SV UMa |
|              | | SRS                            | Semiregular pulsating red giants with short period (several days to a month), probably high-overtone pulsators | AU Ari                             |

## اقرأ أيضا
- الشلياق الاحمر